# Урад (рослина)
Урад (Vigna mungo), інколи урад-дхал, чорний горошок, чорна сочевиця — вид рослин з роду вігна родини бобові (Fabaceae). Використовується людиною в їжу, близькоспоріднений іншим бобовим, особливо Vigna radiata.

## Історія
Відомі два різновиди урада: Vigna mungo (L.) Hepper var. mungo — культивований підвид, та Vigna mungo (L.) Hepper var. silvestris — його дика форма. Вперше Урад почали вирощувати 1000-3000 років до Р.Х. на Індійському субконтиненті. На ХХІ сторіччя ця рослина широко розповсюджена на території Південної та Південно-Східної Азії. Вперше було описано в 1767 році як Phaseolus mungo в Mantissa Altera, 1, 101, у Карла Ліннея.
Одного часу рослина розглядалася як один вид з бобами мунг. Висушене та очищене насіння найчастіше використовується для виготовлення дхалу та деяких інших страв індійської кухні. Культивується в Індії з найдавніших часів та зараз у деяких інших країнах, переважно індійськими іммігрантами.

## Біологічний опис
Культивований урад є невисокою, прямою або висячою, однорічною рослиною, виведеним з дикої форми — витривалої трав'янистої рослини з довжиною стебел від 2 до 4 метрів. Зазвичай у культурних сортів урада довжина стебел становить від 20 до 60 сантиметрів, у виняткових випадках - до 90 сантиметрів. Ворсисті листя трипалі, їх черешки досягають 10 сантиметрів. Кожна з 3 гостро-овальних частин листа має ширину від 5 до 7 і довжину від 5 до 10 сантиметрів. На кожному паростку що розгалужується розквітає від 5 до 6 квіток жовтого кольору. Цвітіння триває всього декілька годин. Як правило, відбувається самозапилення.
На кожній гілці проростає зазвичай по 2-3 боби. Покриті жорсткими ворсинками боби мають завдовжки 4-7 сантиметрів та завширшки 0,6 сантиметра. У кожному бобі знаходиться 4-10 насінин. Насінини блискучі, квадратної форми, розміром 4 міліметри. Колір їх, як правило, чорний, проте зустрічаються і зелені форми. Вага 1000 цих зерен складає від 15 до 40 грамів.

## Застосування
В їжу людиною вживаються як сирі боби уради, так і проросле та сушене насіння. В Індії та в Пакистані це один з найпопулярніших видів бобових. З цільного насіння варять юшку, іменовану дав. У приготуванні різних страв урад добре поєднується з рисом, оскільки має однаковий з ним час варіння.
Урад навіть в сушеному вигляді зберігає досить високий вміст білка (20-24%).